# Шевченка (Староостропільська сільська громада)
Шевче́нка — село в Україні, у Староостропільській сільській громаді Хмельницького району Хмельницької області.
Населення становить 73 осіб. До 2020 орган місцевого самоврядування — Староостропільська сільська рада.

## Герб
Квадратне полотнище поділене вертикально на три смуги – малинову, білу і малинову – у співвідношенні 3:2:3. На першій і третій смугах білі протиобернені шаблі, поставлені вертикально. На другій смузі вертикальна червона пір'їна. Пір'їна і шаблі – символ віршів Т.Г.Шевченка і назви села; пурпуровий (малиновий) колір – символ козацтва.

## Історія
12 червня 2020 року, відповідно до розпорядження Кабінету Міністрів України № 727-р «Про визначення адміністративних центрів та затвердження територій територіальних громад Хмельницької області», увійшло до складу Староостропільської сільської громади.
19 липня 2020 року, після ліквідації Старокостянтинівського району, село увійшло до Хмельницького району.